# Bazens

Bazens este o comună în departamentul Lot-et-Garonne din sud-vestul Franței. În 2009 avea o populație de 528 de locuitori.

## Evoluția populației
| An        | 1975 | 1982 | 1990 | 1999 | 2006 | 2009 |
| --------- | ---- | ---- | ---- | ---- | ---- | ---- |
| Populație | 325  | 372  | 430  | 480  | 513  | 528  |